# Plahi zmaj
Plahi zmaj je kratka pravljica. Avtorica pravljice je Jindra Strnad. To je zgodba o plahem zmaju, katerega so vsi zasmehovali, a na koncu se izkaže za najbolj pogumnega zmaja.

## Pomen imena
Glavna literarna oseba je Plahi zmaj. Pomen njegovega imena izvira iz njegove osebnosti, saj je bil eden najbolj plahih zmajev. Ko ga je nekdo le pogledal, je Plahi zmaj že zardel, postal je rdeč kot paradižnik.

## Simbol zmaja
V vzhodnih kulturah zmaj simbolizira srečo. Na zahodu pa je za razliko v pravljicah vedno upodobljen kot zlobni zmaj, katerega mora premagati dobri princ, da pride do lepe kraljične. Na vzhodu zmaji veljajo za junake, na zahodu pa zlobne pošasti. V pravljicah so zmaji največkrat prikazani kot veliki zlobni ogenj-bruhajoči stvori z velikimi zobmi in po navadi v službi zlobnih čarovnic. Vedno so inteligentni in ubogajo ukaze.
Simbol zmaja v krščanstvu pomeni zlobno osebnost, zaradi povezovanja s hudičem (razširjeno predvsem v Evropi). Poganska razlaga simbolizira zmaja kot zaščitnika (pripisujejo mu moč in zvitost), primer je valižanski zmaj Y Ddraig Goch (dobesedno rdeči zmaj), ki nastopa tudi v državni zastavi Walesa. Današnji grbi z zmaji izhajajo iz heraldičnega simbola, ki se je sprva pojavil na ščitih srednejveških vitezov.

## Opis glavne literarne osebe
Plahi zmaj je bil v primerjavi z drugimi zmaji najmanjši v daljni deželi zmajev. Bil je zelo plah in v zadregi je zardeval, spodrsaval z nogami in namesto ognja pihal majhne iskre. Ker so se mu vsi smejali, je postajal vedno bolj plah in si ni upal več iz svoje votline. 

## Pomen glavne literarne osebe
Drugi zmaji so se Plahemu zmaju lahko posmehovali, ker je bil manj pogumen kot oni. Veljal je za nekoristneža, ki še nikoli ni ujel prave princese. Ker pa niti ognja ni znal bruhati, za druge zmaje sploh ni bil pravi zmaj. Njegov pomen pa je bil drugačen pri ljudeh, imeli so ga za najbolj prijaznega zmaja, ker je princeso prepustil princu. 

## Stranske osebe
- ostali zmaji

- princesa

- princ

## Vsebina pravljice
Plahi zmaj se je skrival v svoji votlini in postajal vse bolj plah, ker so se mu vsi smejali. Ker pa jim je želel dokazati, da je pogumen, se je skrivaj odločil, da bo ugrabil princeso. Ko se je zvečerilo, se je odpravil na pot in prispel do nekega mesta. Plahi zmaj se je skril za skalo pred gradom in čakal princeso. Princesa je zvečer prišla na sprehod do skale. Ko jo je zmaj hotel ujeti, ga je princesa videla, zato je zardel in ko se je umiril, je ta že zdavnaj izginila. Zato je Plahi zmaj je počakal na drug večer, a tudi tokrat si je ni upal zgrabiti. Tretji večer pa se je le opogumil, ugrabil princeso in oddirjal v gozd do neke votline. Kmalu so v mestu opazili, da je princesa izginila, zato je princ odšel na pot, da bi jo osvobodil. Prišel je do votline v gozdu in zmaju zaklical naj pride ven, da se bosta bojevala. Zmaj se je prikazal iz votline in kmalu zardel ter žalostno zacvilil. Namesto ognja je pihal iskrice in princ se je začudil. Zmaj je začel jokati in se izpovedal princu, kateremu se je zmaj zelo zasmilil. Princ je zmaju predlagal, da izpusti princeso, onadva pa mu dasta krono in meč. Tako bodo vsi mislili, da je ugrabil princeso in premagal princa. Zmaj je odgovoril, da vendar on ni tako pogumen. Princ pa je bil prepričan, da je Plahi zmaj najbolj pogumen zmaj na svetu, ker je odpotoval tako daleč in doživel tako pustolovščino. Plahi zmaj je res izpustil prineso in ko se je vrnil v svojo deželo z mečem in krono, so ga vsi občudovali in nihče več se mu ni posmehoval. Klicali so ga Pogumni zmaj.

## Interpretacija
Glavni motiv pravljice je motiv plahega zmaja. Zmaj je bil zelo drugačen od drugih zmajev, zato prav on povzroči celotno dogajanje. Svojo plahost sicer nikoli ne premaga, a ga princ odreši žalosti, ko mu podari meč, ki ima simbolni pomen poguma v pravljici.

## Motivsko tematske povezave
Motiv zmajov:
- Zmaj Tolovaj

- Zmaj Lakotaj z Ljubljanskega gradu

- Zmaj močeraj

- Zmajček razgrajaček

- Varuh obale

- Uspavanka za zmajčke

- Zaljubljeni zmaj

- Zmajček Jami v Postojnski jami

- Pošastno

- Zmaj Direndaj

- Zlatolaska in zmaj

- Zmaji iz našega mesta

- Prijazni zmaj Zumi

- Anin zmaj

- Pogašeni zmaj

- Petelin in zmaj

## Spletni viri
- http://sl.wikipedia.org/wiki/Zmaj